# Revista da Biologia
A Revista da Biologia é um periódico científico criado por iniciativa de acadêmicos de diferentes universidades brasileiras voltada a divulgar estudos de todas as áreas da Biologia, sem custo algum para autores e leitores. 
A revista aceita textos em língua inglesa e língua portuguesa, os quais passarão por revisão por pares. O manuscrito é publicado imediatamente após a finalização do processo editorial.

## Formatos de texto
1. Artigo: resultados científicos originais.
2. Resumo expandido: versão resumida de um artigo de alto impacto publicado previamente.
3. Ensaio: discussões teóricas.
4. Revisão: resumo do estado do conhecimento indicando futuras direções de pesquisa.
5. Opinião: discussão com perspectivas pessoais.
6. Método: descreve os detalhes de um procedimento de laboratório.
7. Comentário: discussão sobre aspectos relevantes de artigos recentemente publicados.

## Objetivos
A Revista tem três objetivos: 1) fomentar o diálogo científico por meio de publicação acesso aberto; 2) criar uma ponte informativa entre a comunidade acadêmica e não acadêmica e; 3) capacitar alunos de graduação e pós-graduação na redação e revisão de textos científicos. Aspectos didáticos e de divulgação são valorizados pela Revista. Para garantir a qualidade do material publicado é realizada revisão por pares guiadas por fichas de revisão disponíveis tanto para revisores quanto autores.

## Direitos autorais
A Revista tem os direitos autorais definidos pela licença Creative Commons: permitido copiar, distribuir e modificar o material disponível, 
desde que seja dado crédito

## Indexação
A Revista da Biologia está indexada no sistemas Google Scholar, Latindex , Dedalus  e CrossRef (DOI  10.7594/revbio) systems.

## Divulgação internacional
Este conjunto de fatores faz com que esta revista garanta uma rápida publicação, com qualidade e rigor, assim como uma divulgação internacional (via redes sociais).

## Volumes temáticos publicados
Além de diversos volumes contendo artigos de múltiplos temas, são também publicados volumes temáticos, como:
Junho de 2010: Biologia Molecular
Junho de 2011: Parasitologia 
Dezembro de 2011: Biogeografia 
Junho 2012: Mudanças Ambientais , sobre aquecimento global, extinção etc.
Dezembro 2012: Cronobiologia  e Filosofia e História da Biologia 
Julho de 2013: Biologia de Cavernas 
Janeiro de 2014: Ciências das Atividades Físicas 
Julho de 2014 Biologia Teórica', sobre aplicações da física, matemática e engenharia na biologia.
Dezembro 2014: As diversas faces de uma planta mal compreendida, sobre maconha.
Janeiro de 2016: O Jornalismo Científico e as Neurociências.